# Култура звонастих пехара
Култура пехара или Народ пехара (енгл. Bellbeaker culture), од око 2800-1900. п. н. е. је израз који се користи за географски распршену археолошку културу праисторијске западне Европе која је трајала од касног неолита до раног бронзаног доба.

## Опис и порекло
Народ звонастих пехара углавном је успостављао своја насеља на узвишеним деловима обала река, понекад их додатно утврђујући кружним земљаним бедемима.
Израз "звонасти" (Glockenbecher) у струку је увео немачки праисториолог Паул Рејнек (Paul Reinecke) 1900. године, иако су га описујући поједине налазе италијански и чешки археолози већ користили. У енглеском језику, само четири година касније, назив "Bell-Beaker" (пехар у облику звона) уводи Џон Аберкромби (John Abercromby).
Културу пехара одликује честа употреба керамичких посуда профила изврнутог звона. Посуде су квалитетно израђене, обично су црвене или црвенкасто-браон боје, са украсима у виду хоризонталних трака. У прво време декорације су биле сличне на целом подручју културе пехара, док су се касније развили регионални стилови. Постоји теорија по којој су се пехари појавили када је алкохол ушао у употребу као пиће у Европи. На неким примерцима керамике нађени су трагови пива или медовине. Сви пехари нису коришћени као чаше. Постоје и они који су служили као посуде за топљење руде бакра, неки су служили као зделе за храну, а постоје и они који су служили као урне за сахрањивање.

## Распрострањење ка југоисточној Европи
Сматра се да је култура била покретно-номадска, којој је ширење олакшао њихов привилегизовани статус познавања технике ливења бакра (јаке звонасте посуде су и у ту сврху коришћене). На њихово релативно нестално присуство указују и тачкасто-острвасти налази керамике и насеља. У Средњој Европи, па и у Карпатском Басену култура се сусреће са представницима линеарне керамике и са другим културама (на пример са представницима Вучедол-Зок) и утиче на њихов локални развој. Утицај западних група народа пехара идући ка југозападу опада и изражена је њихова асимилација, стварајући културе хибридног карактера. Истраживања из Пољске показују да су свој утицај више ширили ка североистоку и Балтику.
Иако је култура потекла из Северне Африке и процват имала у западним деловима Европе, према археолошким налазима стигли су и до подручја средње Србије и до данашњих граница Румуније и Белорусије, па чак и до обала Јадранског и Јонског мора, на подручје Македоније, Албаније и Грчке.
На локалитету Остриковац-Ђура у Поморављу нађени су фрагменти керамике типичне за ову групу (приказани су 1998. године на Riva del Garda археолошкој конференцији). Ови налази за неколико стотина километара превазилазе најјужније налазиште њихове Чепел-групе (Bell Beaker Csepel-group) у Мађарској.